# Rainer K. Sachs
Rainer Kurt „Ray“ Sachs (geboren 13. Juni 1932 in Frankfurt am Main; † April 2024) war ein US-amerikanischer Astrophysiker deutscher Herkunft und Mitentdecker des Sachs-Wolfe-Effekts.

## Leben
Rainer Kurt Sachs war ein Sohn des Metallurgen Georg Sachs und der Lieselotte Lehmann, er hatte zwei Geschwister. Die Familie floh 1937 aus dem nationalsozialistischen Deutschland in die USA, ein Onkel wurde Opfer des Holocaust. Sachs machte 1953 seinen Bachelor am MIT und wurde 1958 an der Syracuse University in Gravitationstheorie bei Peter Bergmann promoviert (The structure of particles in linearized gravitational theory). Als Post-Doktorand war er 1959/60 an der Universität Hamburg und 1960/61 an der Universität London. 1962 wurde er Assistant Professor am Stevens Institute of Technology und 1963 Associate Professor und dann Professor an der University of Texas. Ab 1969 war er Professor an der University of California, Berkeley.
1962 bewies er mit Joshua Goldberg den Satz von Goldberg-Sachs, der aus der Existenz geodätischer und scherungsfreier Null-Kongruenzen auf besondere algebraische Eigenschaften des Weyl-Tensors schließt. Das Ehlers-Geren-Sachs Theorem in der Kosmologie von 1968 ist nach ihm, P. Geren und Jürgen Ehlers benannt. Es ermöglicht (mit später erfolgten Erweiterungen) aus der Isotropie der Kosmischen Hintergrundstrahlung auf die Homogenität und Isotropie des zugrundeliegenden kosmologischen Modells (Friedmann-Lemaître-Robertson-Walker-Metrik) zu schließen.
Bis zum Jahre 1985 arbeitete er auf den Bereichen der relativistischen Kosmologie und Astrophysik. Anschließend widmete er sich der mathematischen und computergestützten Biologie, speziell der Strahlenbiologie.

## Veröffentlichungen
- mit Pascual Jordan und Jürgen Ehlers: Beiträge zur Theorie der reinen Gravitationsstrahlung. Verlag der Akademie der Wissenschaften und der Literatur, Mainz 1961.
- als Hrsg.: General Relativity and Cosmology (Italian Physical Society). Academic Press, 1971.
- mit Arthur M. Wolfe: Perturbations of a cosmological model and angular variations of the microwave background. In: Astrophysical Journal. Band 147, 1967, S. 73–90.
- mit Joshua Goldberg: A theorem on Petrov types. In: Acta Physica Polonica. Band 22 (Supplement), 1962, S. 13.
  - Wieder abgedruckt in George F. R. Ellis, Malcolm A. H. MacCallum und Andrzej Krasinski (Hrsg.): Golden Oldies in General Relativity. Hidden Gems. Springer, 2013.
- mit Hung-Hsi Wu: General Relativity for Mathematicians. Springer, New York/Heidelberg/Berlin 1977, ISBN 3-540-90218-X.
- mit H. Wu: General relativity and cosmology. In: Bulletin AMS. Band 83, 1977, S. 1101–1164.